# 野球プエルトリコ代表
野球プエルトリコ代表（やきゅうプエルトリコだいひょう）は、アメリカの自治領でもあるプエルトリコにおける野球のナショナルチームである。

## 歴史
1951年のワールドカップでは優勝しており、準優勝4回、3位入賞も4回ある。
オリンピックは公開競技の1988年ソウルオリンピックでは準決勝でアメリカに敗れたが、3位決定戦で韓国を下した。正式競技では1992年バルセロナオリンピックに出場経験があるが5位であった。ちなみにこのときは開催国スペインに敗れている。
2006年の第1回WBCでは1次リーグでキューバを倒すなどしたが、2次リーグで同じキューバに敗れるなどしてベスト8止まりであった。
2009年の第2回WBCでは2次ラウンドでアメリカを倒したが、敗者復活戦で再びアメリカと対戦して敗れて前回同様ベスト8止まりであった。
2013年の第3回WBCでは1次ラウンドでベネズエラ、2次ラウンドでアメリカ、準決勝で日本などの優勝候補を破り、初の決勝に進出。決勝ではドミニカ共和国に敗れるものの、初の準優勝と躍進した。
2017年の第4回WBCでは、1次ラウンドでベネズエラ、2次ラウンドでドミニカ共和国とアメリカ合衆国、準決勝でオランダなどの強豪国を破り、二大会連続で決勝に進出した。決勝ではアメリカに敗れ悲願の初優勝とはならなかったが、二大会連続で準優勝という好結果を残した。

## 国際大会

### ワールド・ベースボール・クラシック
| 回 | 年   | 開催地                                                                       | 順位            |
| -- | ---- | ---------------------------------------------------------------------------- | --------------- |
| 1  | 2006 | アメリカ合衆国の旗 · 日本の旗 · プエルトリコの旗                             | 2次ラウンド敗退 |
| 2  | 2009 | アメリカ合衆国の旗 · 日本の旗 · プエルトリコの旗 · メキシコの旗 · カナダの旗 | 2次ラウンド敗退 |
| 3  | 2013 | アメリカ合衆国の旗 · 日本の旗 · プエルトリコの旗 · 中華民国の旗              | 準優勝          |
| 4  | 2017 | アメリカ合衆国の旗 · 日本の旗 · 大韓民国の旗 · メキシコの旗                  | 準優勝          |
| 5  | 2023 | アメリカ合衆国の旗 · 日本の旗 · 中華民国の旗                                 | ベスト8         |
| 6  | 2026 |                                                                              | 出場権獲得      |

### オリンピック
| 回 | 年   | 開催地     | 順位     |
| -- | ---- | ---------- | -------- |
| 26 | 1992 | バルセロナ | 5位      |
| 27 | 1996 | アトランタ | 予選敗退 |
| 28 | 2000 | シドニー   | 予選敗退 |
| 29 | 2004 | アテネ     | 予選敗退 |
| 30 | 2008 | 北京       | 予選敗退 |
| 33 | 2021 | 東京       | 予選敗退 |

### WBSCプレミア12
| 回 | 年   | 開催地                                                | 順位 |
| -- | ---- | ----------------------------------------------------- | ---- |
| 1  | 2015 | 日本の旗 · 中華民国の旗                               | 8位  |
| 2  | 2019 | 日本の旗 · 中華民国の旗 · 大韓民国の旗 · メキシコの旗 | 10位 |
| 3  | 2024 | 日本の旗 · 中華民国の旗 · メキシコの旗                | 11位 |

### インターコンチネンタルカップ
- 1973年 - 準優勝
- 1989年 - 3位

### ワールドカップ
- 1947年 - 準優勝
- 1948年 - 準優勝
- 1951年 - 優勝
- 1952年 - 3位
- 1965年 - 3位
- 1970年 - 3位
- 1973年 - 準優勝
- 1973年 - 3位
- 1976年 - 準優勝

※ 注：1973年には国際連盟が分裂したため、2回行われている。

### パンアメリカン競技大会
- 優勝（2019）
- 準優勝（1959、1991）
- 3位（1967、1979、1987、1995）

## 歴代監督
- ホセ・オケンドー（2006、2009年 WBC）
- エドウィン・ロドリゲス（2013、2017年 WBC）
- ヤディアー・モリ―ナ（2023年 WBC）

## 代表選手
- 2006 ワールド・ベースボール・クラシック・プエルトリコ代表
- 2009 ワールド・ベースボール・クラシック・プエルトリコ代表
- 2013 ワールド・ベースボール・クラシック・プエルトリコ代表
- 2015年パンアメリカン競技大会男子野球プエルトリコ代表
- 2015 WBSCプレミア12 プエルトリコ代表
- 2017 ワールド・ベースボール・クラシック・プエルトリコ代表
- 2019 WBSCプレミア12 プエルトリコ代表
- 2023 ワールド・ベースボール・クラシック・プエルトリコ代表
- 2024 WBSCプレミア12 プエルトリコ代表